# Valloirette
Die Valloirette ist ein Fluss in Frankreich, der im Département Savoie in der Region Auvergne-Rhône-Alpes verläuft. Sie entspringt unter dem Namen Ruisseau de la Ponsonnière in den französischen Alpen, an der Nordseite des gleichnamigen Bergsattels Col de la Ponsonnière (2613 m), im Gemeindegebiet von Valloire, entwässert generell in nördlicher Richtung und mündet nach rund 23 Kilometern an der Gemeindegrenze von Montricher-Albanne und Saint-Martin-de-la-Porte als linker Nebenfluss in den Arc.

## Orte am Fluss
(Reihenfolge in Fließrichtung)
- Valloire